# Bovenden
Bovenden  (niederdeutsch Bovten) ist ein Flecken im Landkreis Göttingen in Südniedersachsen (Deutschland). Große Bereiche des heutigen Fleckens Bovenden decken sich mit der früheren „Herrschaft Plesse“.
Die Bezeichnung Flecken ist offizieller Teil des Namens. Der Flecken besteht aus dem Kernort Bovenden und sieben weiteren Ortsteilen. Etwa 14.000 Einwohner haben ihren Haupt- oder Nebenwohnsitz im Flecken Bovenden, davon leben 48 Prozent im Kernort Bovenden.

## Geographie

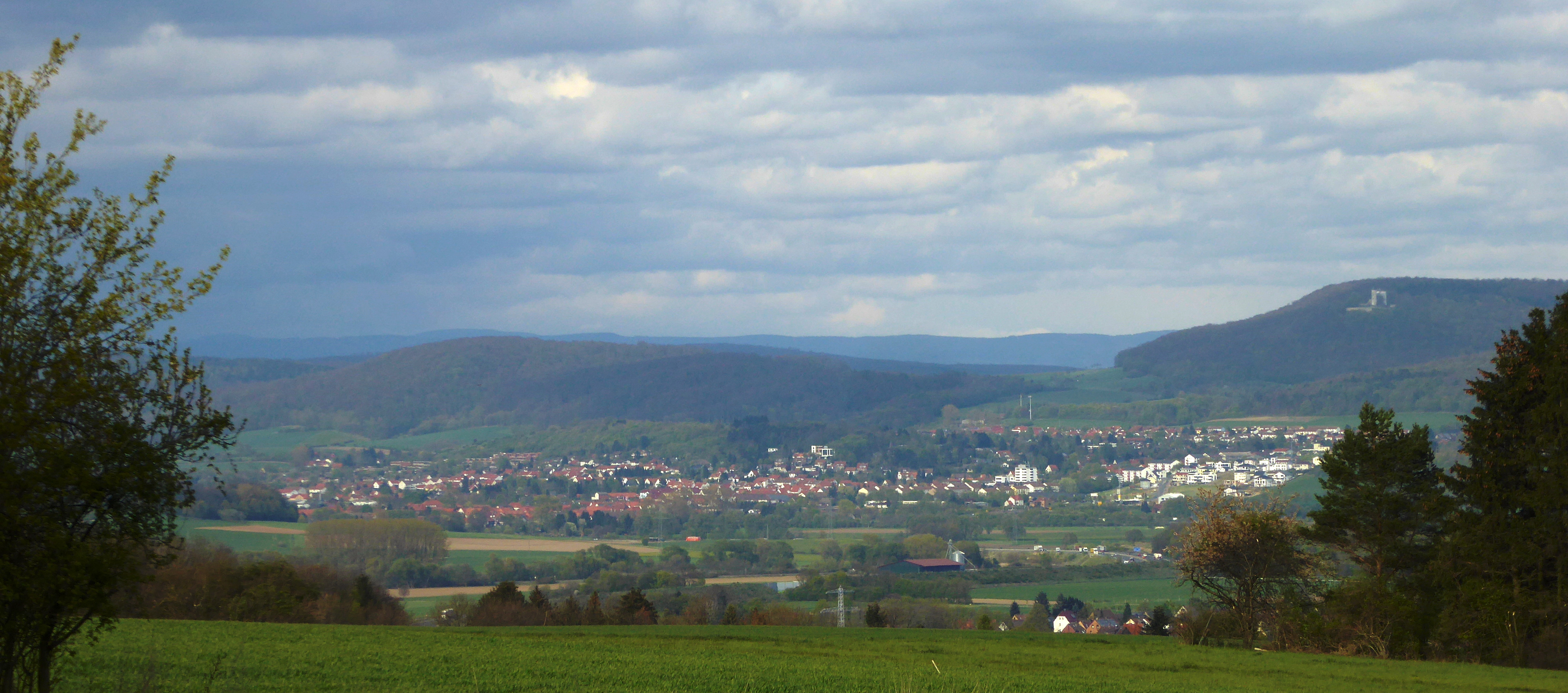
Bovenden im Leinetal mit Göttinger Wald (rechts) und Nörtener Wald (links) im Hintergrund

Bovenden liegt an den nordwestlichen Ausläufern des Göttinger Walds und den südwestlichen des Nörtener Walds ungefähr 6 km nördlich von Göttingen. Der Kernort Bovenden befindet sich zwischen dem Osterberg und dem Keuperrücken der Lieth im Tal der in Süd-Nord-Richtung verlaufenden Leine. Am östlichen Ufer der in gleicher Richtung verlaufenden Weende, die wenige Kilometer weiter nördlich in die Leine mündet. Oberhalb bzw. östlich des Ortsteils Eddigehausen steht die Ruine der mittelalterlichen Burg Plesse.

### Fleckengliederung
Der Flecken Bovenden ist eine Einheitsgemeinde und besteht aus den Ortschaften
- Billingshausen
- Bovenden, Kernort
- Eddigehausen
- Emmenhausen
- Harste
- Lenglern
- Reyershausen
- Spanbeck

### Ortswüstungen
Neben den bestehenden Dörfern zählten noch einst folgende Orte zu Bovenden, die jedoch im späten Mittelalter wüst fielen.
- Rodershausen oder Rodershusen (2 km nordwestlich von Bovenden)[4]
- Aspe oder Aspa (1 km nordöstlich von Spanbeck)[5]
- Botleveshusen (0,2 km westlich von Mariaspring)[6]
- Backenhusen (1,2 km östlich von Reyershausen)[7]
- Sturmbeke oder Stumbeke (0,9 km westlich von Reyershausen)[8]

## Geschichte
Die erste schriftliche Erwähnung des Ortes Bovenden ist in einer Urkunde Ottos des Großen vom 2. Februar 949 überliefert, in der der spätere Kaiser ein Tauschgeschäft mit dem Kloster Hersfeld beurkundet. Der Ortsname lautete dort Bobbenzunon und ist später als Bobbantun (1141, Fälschung des 13. Jahrhunderts),  Bobentun (1170) und Bobentum (1191), seit dem 13. Jahrhundert als Boventen und seit dem ausgehenden 16. Jahrhundert in der heutigen Form überliefert. Die Namensherleitung ist noch umstritten, naheliegend ist eine Deutung als Zusammensetzung eines Personennamens Bovo, Bob(b)o mit der Endung -tun (die Endung „-tun“ steht im Niederdeutschen für „Zaun, Einhegung“, auch „eingezäuntes Gebiet“ – daher auch das englische „town“), also eine von Bobo gegründete oder beherrschte eingehegte Siedlung. Eine andere Deutung geht nicht von einem Personennamen, sondern von dem Stamm bioðan (=„oberhalb“, vgl. niederdeutsch boven) aus, also eine eingehegte Siedlung oberhalb des Überschwemmungsgebiets der Leine.
Ab dem 12. Jahrhundert tritt zum ersten Mal die adlige Grundherrenfamilie der Herren von Boventen auf, deren früheste Nennung in einer Urkunde aus dem Jahre 1170 stammt. In dieser Urkunde, bei der es sich um Schenkungen in der Umgebung von Bovenden an das Kloster Helmershausen handelt, wird ein Bodo von Boventen in einer Reihe von Zeugen aufgezählt, ab 1211 treten sodann die Herren von Boventen als Patrone der örtlichen Kapelle auf. In den folgenden Jahrzehnten gelang es der Familie von Boventen ihre Güter zu erweitern, sodass sie um die Mitte des 13. Jahrhunderts schon ausgedehnten Besitz im weiteren Umkreis besaßen, ihr Hauptort blieb jedoch Bovenden, in dem sie sieben Höfe, 11½ Hufen Land, zwei Wiesen und ihre Burg hatten. Außerhalb ihres Stammortes traten sie als Burgmannen auf der Hardenberg auf, standen im mainzischen Diensten und waren oftmals Zeugen bei den Hardenbergern. Die Nähe zu Kurmainz verhinderte jedoch nicht, dass die von Bovenden auch Lehen der Welfen annahmen. Im 14. Jahrhundert wechselten sie sodann immer mehr in das Braunschweiger Lager über, so gelobte beispielsweise Ritter Günther von Bovenden dem Herzog Otto von Braunschweig 1364 gegen jeden, außer dem Erzbischof von Mainz, behilflich zu sein und falls Herzog Otto sie aus ihrem Bündnis mit Kurmainz befreien könne, nur ihm zu dienen. Für zwei Jahrhunderte besaßen die Herren von Boventen maßgeblichen Einfluss auf die Geschicke des Ortes, bis sie ab Ende des 14. Jahrhunderts allmählich an Bedeutung verloren. Nur eine Linie, diejenige zu Lenglern, führte nach 1500 den Namen weiter. Die Besitzungen der Herren von Boventen, in Urkunden als nobiles und miles bezeichnet, wechselten auf die Edelherren von Plesse über. Im Bovender Wappen erinnert heute der Schlüssel an das mainzische Amt der Burgmannen auf der Hardenberg.
Seit dem 14. Jahrhundert sind die Herren von Plesse als bedeutendste Grundbesitzer in Bovenden nachweisbar. Ihren gesamten Grundbesitz trugen sie am 28. Oktober 1447 dem Landgrafen Ludwig I. von Hessen auf und erhielten ihn von diesem als Erbmannlehen zurück. Auf diese Weise konnten sie sich gegenüber dem Herzogtum Braunschweig-Lüneburg einen höheren Grad an Selbstbestimmung bewahren. Nach dem Aussterben der Plesser 1571 fiel die Herrschaft Plesse an die Landgrafschaft Hessen-Kassel und war nun eine hessische Enklave. Seit dem 16. Jahrhundert bekam Bovenden als bedeutendster Ort der Herrschaft Plesse auch mehr Rechte: Durch Johannes Letzner wurde es 1587 erstmals als Flecken bezeichnet, was zumindest auf ein Marktrecht hinweist, und 1605 wurde das Braurecht verliehen.

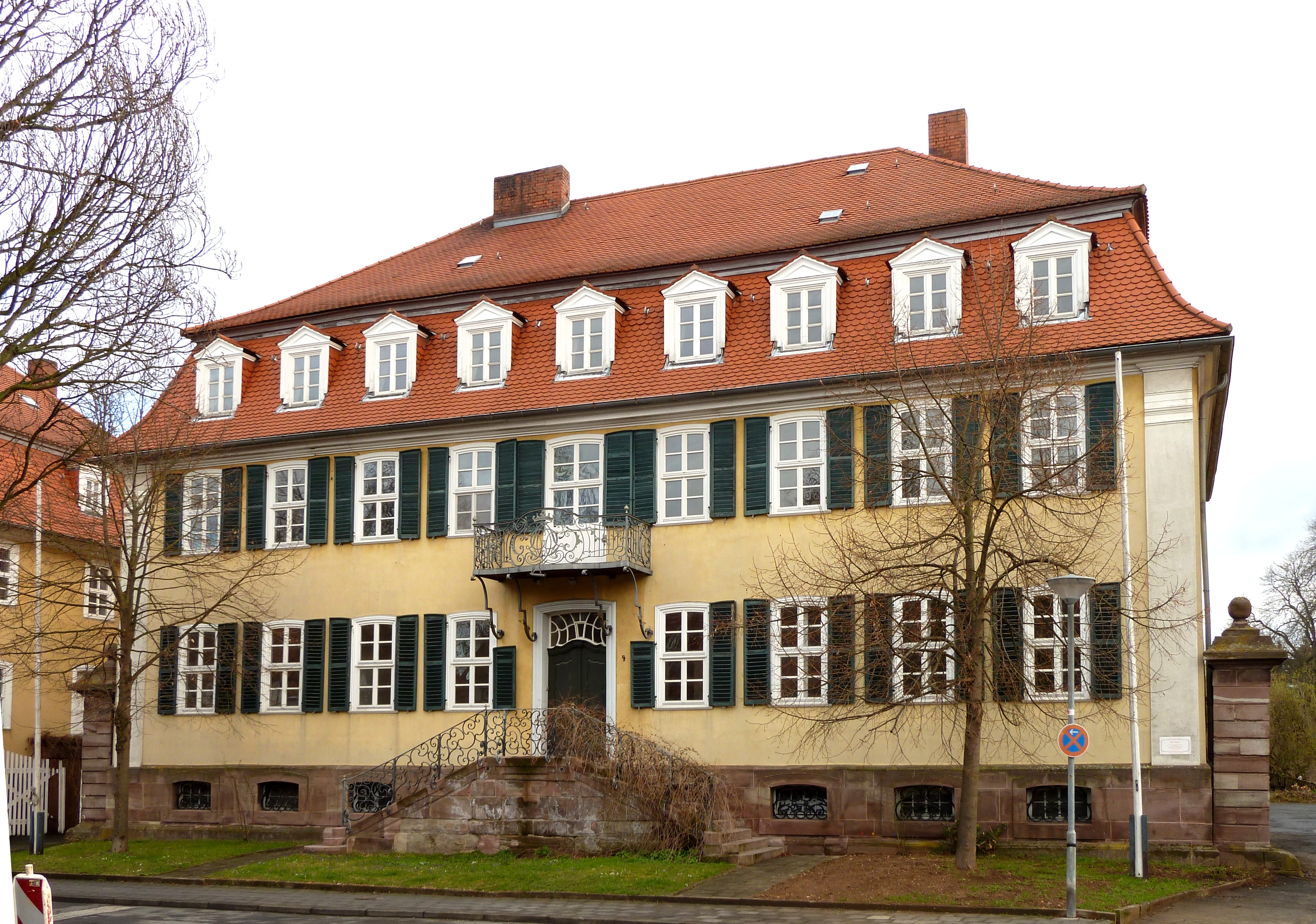
Hessisches Amtshaus und Jagdschloss

Nach der Aufgabe der Burg Plesse 1660 wurde Bovenden Verwaltungssitz, ein neues Amtshaus wurde ab 1777 als repräsentative Barockanlage an der Stelle zweier ehemaliger Meierhöfe des Klosters Steina erbaut. Die Repräsentations- und Verwaltungsaufgaben wurden in diesem hessischen Schloss bis 1815 ausgeübt, es diente auch als Jagdschloss der Landgrafen von Hessen-Rotenburg. Die Lage als Enklave bot verschiedenen Berufszweigen besondere Entwicklungsmöglichkeiten. Seit 1860 ist in dem Gebäude das Staatliche Forstamt Bovenden untergebracht, bis in das Jahr 1859 diente es als Verwaltungssitz des damals aufgelösten hannoverschen Amtes Bovenden.
Bei Gründung der Göttinger Georg-August-Universität erlebte auch Bovenden ab der zweiten Hälfte des 18. Jahrhunderts einen wirtschaftlichen Aufschwung. Viele Studenten kamen in den Ort, der damals noch eine Enklave der Landgrafschaft Hessen-Kassel war, um sich dort fahrende Theatergruppen anzusehen, im Wirtshaus „Zum letzten Heller“ sowie in der Ausflugsgaststätte Mariaspring zu speisen oder sich mit Wein, Branntwein, Kaffee und Zucker einzudecken, welche in Göttingen mit einer Luxussteuer versehen waren. Im Zuge dieser Ereignisse, die nach den Obrigkeiten der Göttinger Universität als Zeitverschwendung, Ausschweifungen und Schuldenmachen der Studenten angesehen wurden, sprach man auch von der „Bovender Gefahr“.

Einwohnerentwicklung von Bovenden von 1871 bis 2017

Im Rahmen der Gemeinde- und Gebietsreform wurden am 1. Januar 1973 die acht Ortschaften Eddigehausen, Emmenhausen, Harste, Lenglern, Oberbillingshausen, Reyershausen, Spanbeck und das vorher im Landkreis Northeim gelegene Unterbillingshausen in den Flecken Bovenden eingegliedert.

### Einwohnerstatistik
Entwicklung der Einwohner von Bovenden. Vor der Eingemeindung 1973 ist die Zahl des heutigen Kernorts angegeben:
| Jahr      | 1871 | 1925 | 1939 | 1950 | 1955 | 1961 | 1970 | 2017   | 2018   | 2020   | 2021   |
| --------- | ---- | ---- | ---- | ---- | ---- | ---- | ---- | ------ | ------ | ------ | ------ |
| Einwohner | 1572 | 1537 | 1531 | 2460 | 2409 | 2748 | 4476 | 13.559 | 13.586 | 14.144 | 14.272 |

### Konfessionsstatistik
Jahresende 2020 waren von den Einwohnern 45,7 % evangelisch und 11,6 % katholisch. 42,7 % waren konfessionslos, gehörten einer anderen Glaubensgemeinschaft an oder machten keine Angabe.
Jahresende 2023 waren von den Einwohnern 41,6 % evangelisch und 10,5 % katholisch. 47,9 % waren konfessionslos, gehörten einer anderen Glaubensgemeinschaft an oder machten keine Angabe. Jahresende 2024 waren von den Einwohnern 40,1 % evangelisch und 10,4 % katholisch. 49,6 % waren konfessionslos, gehörten einer anderen Glaubensgemeinschaft an oder machten keine Angabe. Der Anteil der evangelischen und katholischen Kirchenmitglieder an der Gesamtbevölkerung sinkt jährlich.

## Religion

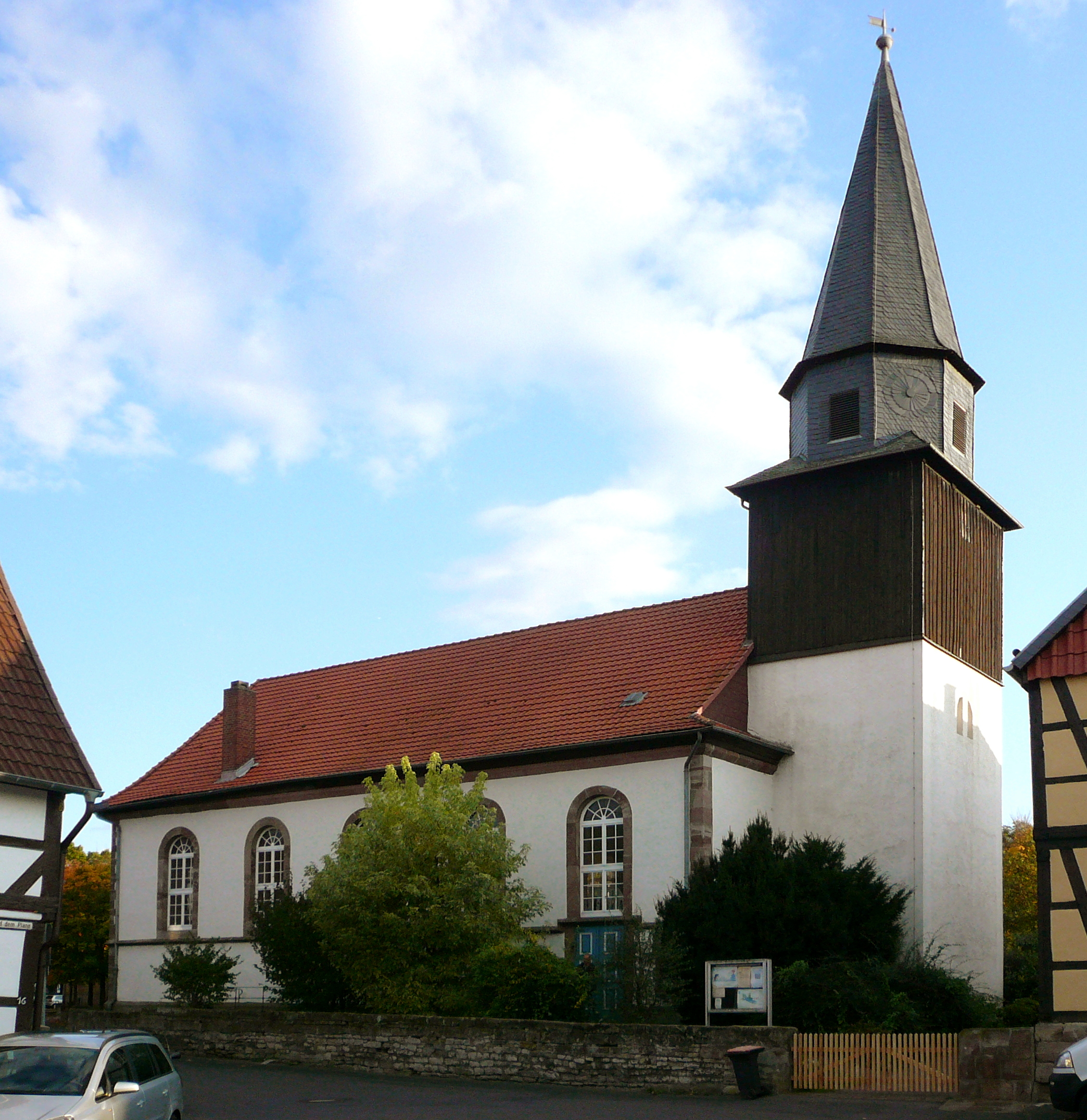
St.-Martini-Kirche

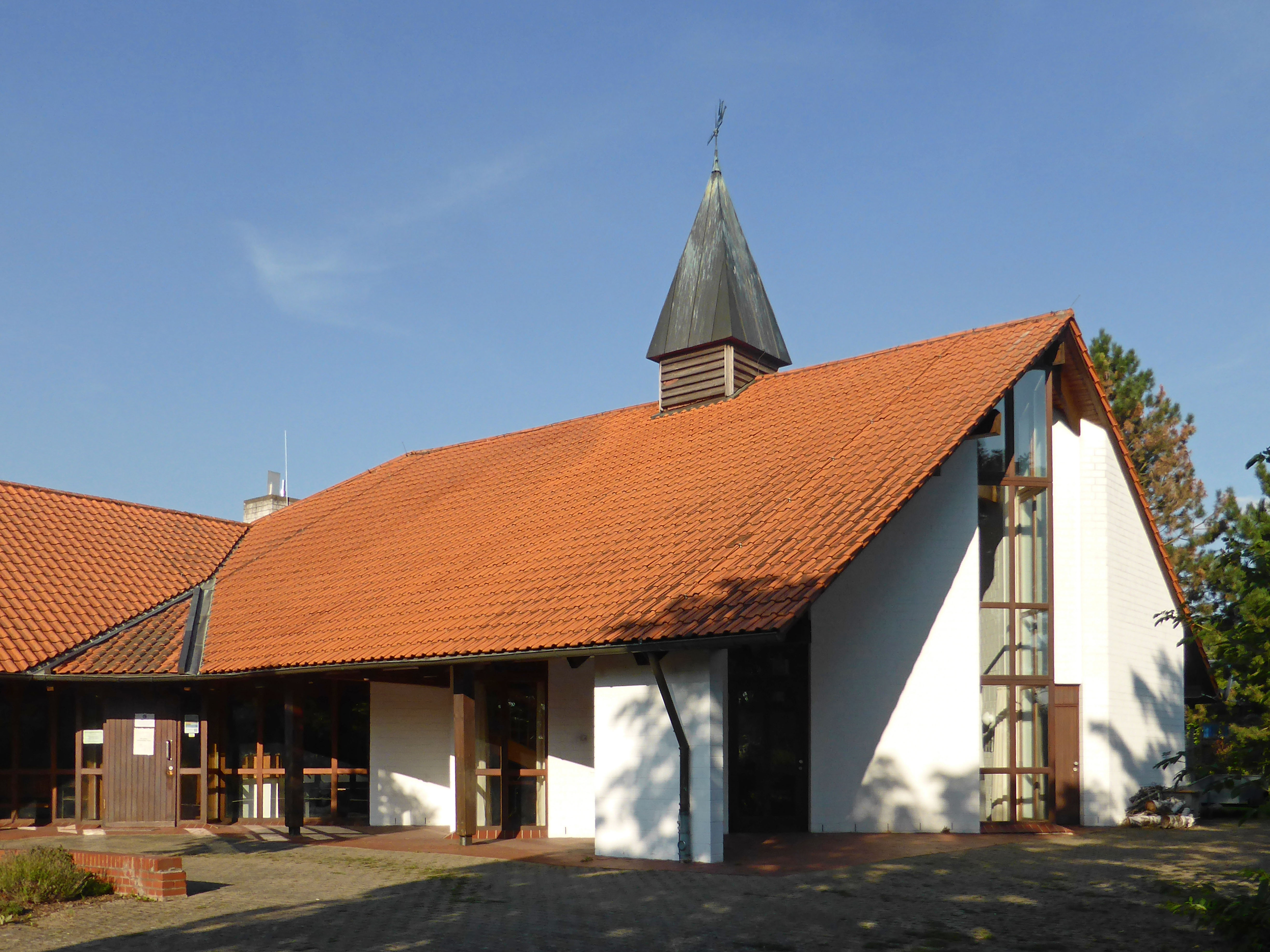
Dietrich-Bonhoeffer-Haus

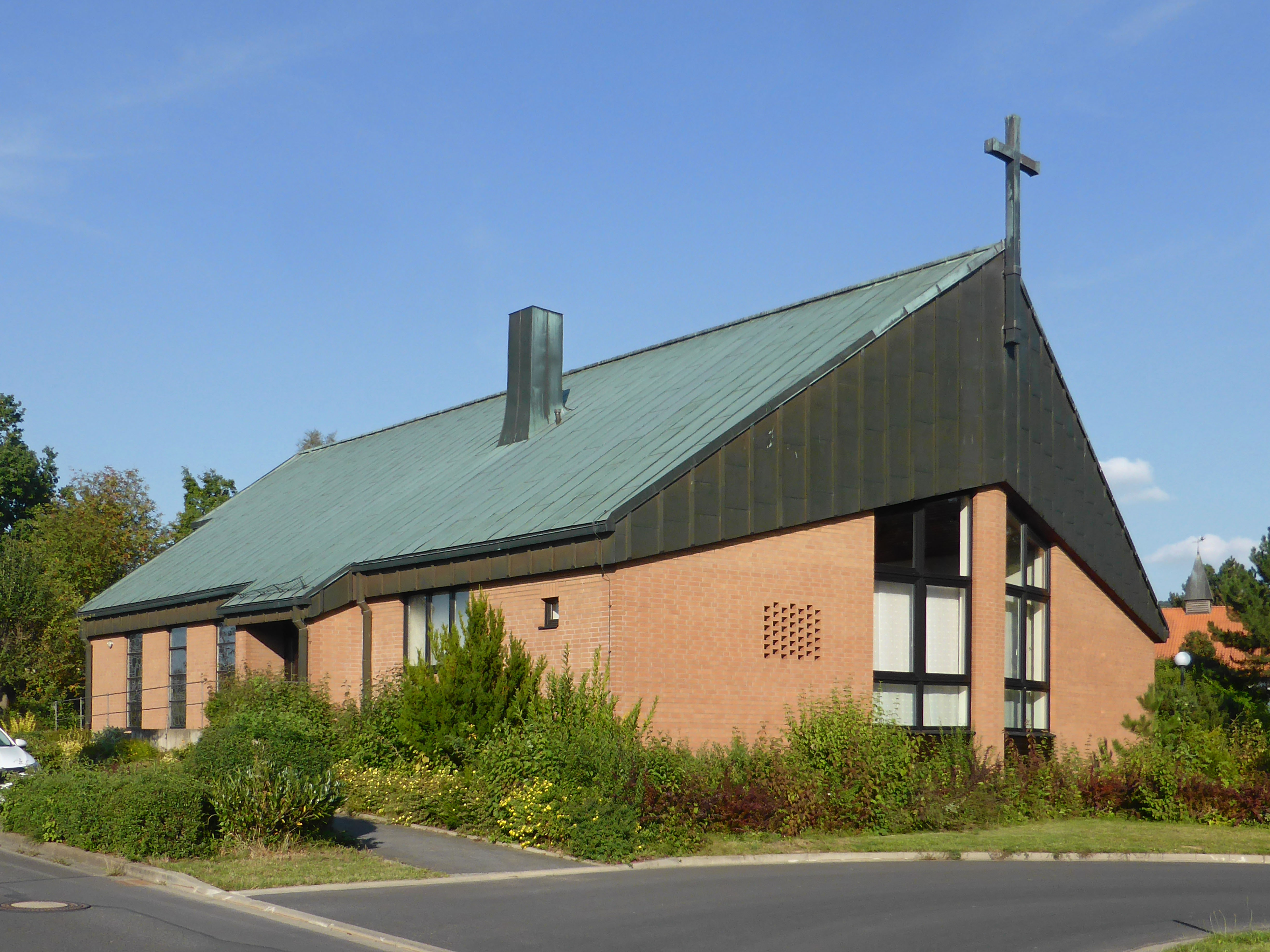
St.-Franziskus-Kirche

Die St.-Martini-Kirche ist die älteste Kirche von Bovenden. Sie gehört zur evangelischen Kirchengemeinde Bovenden der Evangelisch-reformierten Kirche (Landeskirche). 1610 hatte der Landesherr Moritz von Hessen-Kassel in Bovenden das reformierte Bekenntnis eingeführt. Zur evangelischen Kirchengemeinde Bovenden gehören auch Christen evangelisch-lutherischen Bekenntnisses in Bovenden.
Das „Haus der Mitte“, ein evangelisches Gemeindehaus, wurde in den 1960er Jahren im damals neu entstehenden Ortszentrum erbaut.
Das Dietrich-Bonhoeffer-Haus gehört zur Evangelisch-lutherischen Landeskirche Hannovers, es wurde 1987 neben der St.-Franziskus-Kirche errichtet und nach Dietrich Bonhoeffer benannt.
Eine weitere evangelische Einrichtung in Bovenden ist die evangelische Kindertagesstätte Bovenden, die seit 1966 besteht.
Weitere evangelische Kirchen befinden sich in den Ortsteilen Billingshausen, Eddigehausen, Harste, Lenglern, Reyershausen und Spanbeck.
Die katholische St.-Franziskus-Kirche ist nach dem heiligen Franz von Assisi bekannt. Das am Plesseweg gelegene Gotteshaus entstand nach Plänen des Bischöflichen Bauamtes, ausgeführt vom Göttinger Architekten Hubertus Frauendorf, und war zunächst eine Filialkirche der Kirchengemeinde St. Vinzenz (Göttingen). Am 28. November 1982 erfolgte die Grundsteinlegung durch Generalvikar Heinrich Schenk. Am 27. November 1983, dem 1. Sonntag im Advent, folgte die Kirchweihe durch Weihbischof Heinrich Pachowiak. Durch Hanns Joachim Klug erfolgte die künstlerische Gestaltung des Innenraumes. Seit dem 1. September 2008 gehört die Kirche zur Pfarrei St. Paulus (Göttingen).

## Politik

### Rat
Der Rat des Fleckens Bovenden setzt sich aus 30 Ratsfrauen und Ratsherren zusammen, die sich seit der Kommunalwahl am 12. September 2021 wie folgt auf die einzelnen Parteien und Wählervereinigungen verteilen:

### Bürgermeister
Bürgermeister des Fleckens Bovenden ist seit 2014 Thomas Brandes (SPD). 2021 wurde er mit 76,42 Prozent im Amt bestätigt.

### Ortsräte
Die Ortsteile des Fleckens Bovenden werden durch insgesamt 56 Ratsmitglieder in acht Ortsräten vertreten. Seit der Kommunalwahl 2021 verteilen diese sich wie folgt:
| Ortsteile      | SPD | CDU | Grüne | FDP | 0WG | 0∑ |
| -------------- | --- | --- | ----- | --- | --- | -- |
| Billingshausen | 4   | 1   | -     | -   | -   | 5  |
| Bovenden       | 4   | 3   | 2     | 1   | 1a  | 11 |
| Eddigehausen   | 3   | 1   | 2     | -   | 1a  | 7  |
| Emmenhausen    | -   | -   | -     | -   | 5b  | 5  |
| Harste         | 3   | -   | -     | -   | 4a  | 7  |
| Lenglern       | 5   | 1   | 1     | 2   | -   | 9  |
| Reyershausen   | -   | -   | 1     | -   | 6c  | 7  |
| Spanbeck       | 5   | -   | -     | -   | -   | 5  |
| ∑              | 24  | 6   | 6     | 3   | 17  | 56 |

a FWG Bovenden, b Wählergruppe Emmenhausen, c Zukunft für Reyershausen (3 Sitze), FWG Bovenden (2 Sitze), Bunte Liste Reyershausen (1 Sitz)

### Wappen
| Wappen von Bovenden | Blasonierung: „Das Wappen des Fleckens zeigt einen in gelbem Feld aufrecht gestellten blauen Schlüssel, Bart nach links weisend, überschnitten mit einem liegenden roten Maueranker.“ |
| Wappen von Bovenden | Wappenbegründung: Der Maueranker verweist auf das Wappen der Edelherren von Plesse, die bis zu ihrem Aussterben 1571 Inhaber der Herrschaft Plesse waren. Bereits sie besaßen in der frühesten Form ihres Wappens im selbigen einen querliegenden doppelten roten Hausanker auf einem goldenen Schild. Jene beiden Farben haben sich bis heute im Gemeindewappen erhalten. Der aufrechtgestellte blaue Schlüssel bezieht sich auf das Wappen der früher im Ort ansässigen Herren von Boventen. Ihr Schild war blau-silbern gespalten, vorne zeigte es einen goldenen oder silbernen Löwen, während der Hintergrund einen schwarzen Holzschlüssel enthielt. Der auf dem Wappen aufgesetzte Helm zeigte einen blausilbernen offenen Flug oder zwei schräg gekreuzte schwarze Schlüssel. Das heutige Gemeindewappen übernahm den Schlüssel in blau und greift damit eine der Grundfarben des Wappens der Herren von Boventen auf. |

## Kultur und Sehenswürdigkeiten
Bovenden liegt am Solling-Harz-Querweg. Es bestehen zahlreiche Möglichkeiten für sportliche Aktivitäten zur Verfügung, wie ein Sportzentrum, Tennisplätze, eine Tennishalle, ein Kegelsportzentrum und ein Turnierplatz mit Reithalle.
Der Eibenwald am Hainberg, direkt östlich des Kernortes Bovenden und südlich des Ortsteils Eddigehausen gelegen, ist eines der größten natürlichen Restvorkommen der Europäischen Eibe in Deutschland. Das Habitat ist als Naturdenkmal eingestuft und über die Wanderwege unterhalb der Plesseburg leicht erreichbar.
Auf dem Osterberg (ca. 350 m) südlich von Eddigehausen steht der Sender Bovenden.
Die Gemeinde Bovenden ist Teil der Deutschen Märchenstraße, die von Hanau über Bovenden nach Bremen führt.
Seit 1989 unterhielt Bovenden einen Kulturaustausch mit seiner englischen Partnergemeinde Dursley. 1990 kamen die ersten Besucher aus England. Es folgten Schüleraustauschprojekte mit der Rednock-School. Aufgrund mangelnder Mitgliederzahlen des Arbeitskreises wurde 2011 die Zusammenarbeit eingestellt. Die Parkanlage unterhalb des Sportplatzes in Bovenden trägt den Namen Dursley-Park.

### Jüdischer Friedhof
Siehe auch: Jüdische Gemeinde Bovenden 

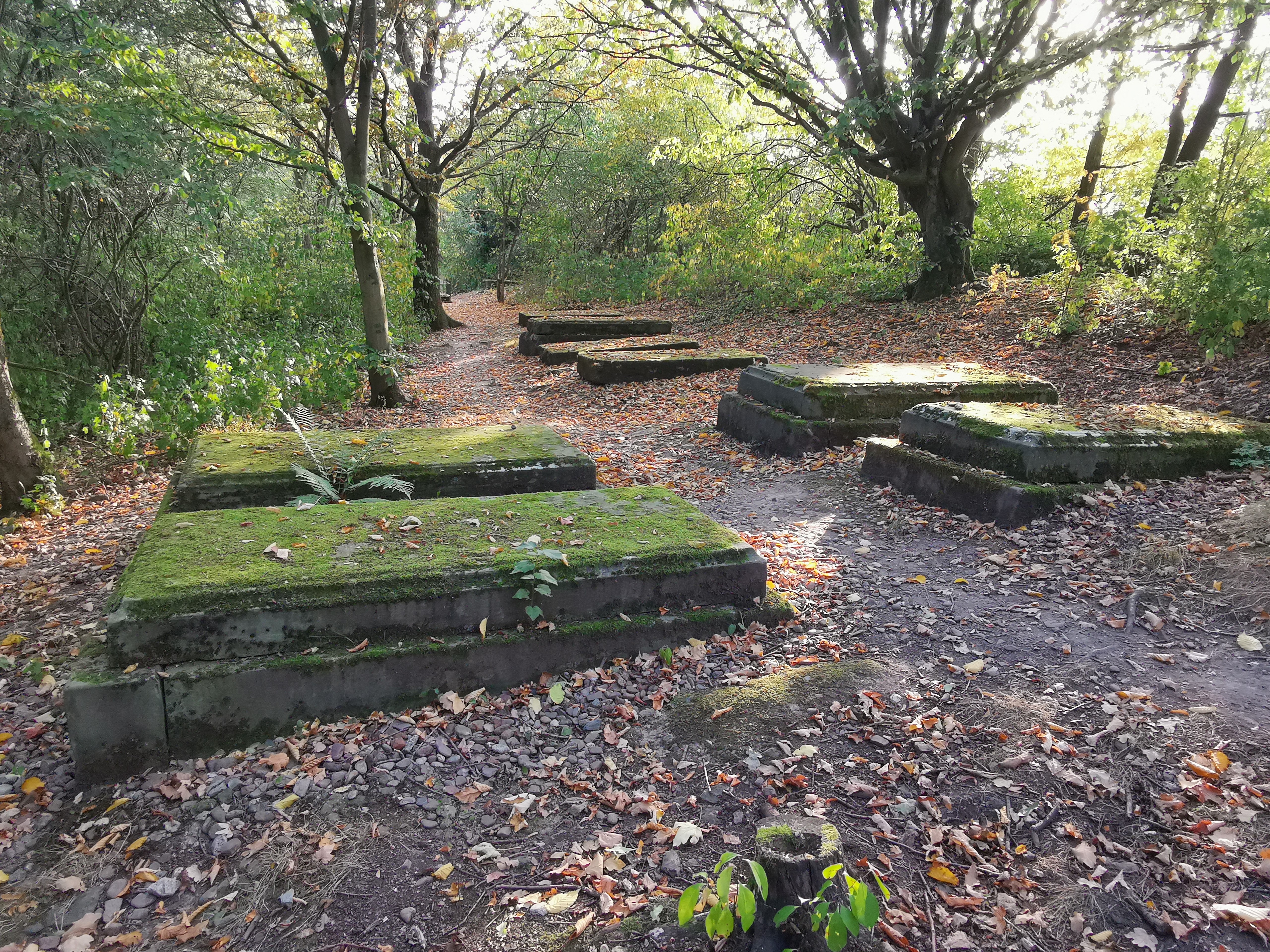
Jüdischer Friedhof

Auf dem Kamm des Lohberges befindet sich zudem, ausgestreckt auf eine Länge von ca. 300 m, der frühere jüdische Friedhof, welcher etwa um das Jahr 1680 angelegt wurde und auf dem heute noch 65 Grabsteine vorzufinden sind. Die ältesten stammen dabei aus den 1770er und 1780er Jahren, während die jüngsten auf das Jahr 1926 datieren. Zwar befinden sich in der Bovender Feldmark Flurstücke mit dem Namen Im Juden Grunde, erstmals erwähnt 1571, und beim Juden Kirchoff genannt 1605, doch lässt sich an keinem der beiden Orte ein früherer Friedhof nachweisen. Weitere Belege für ein einstiges jüdisches Leben in Bovenden lieferte bis zu ihrem Abbruch 1845 eine Mikwe, die sich hinter dem Haus in der Unteren Straße 74 befand, sowie ein ehemaliges Hintergebäude, welches als Synagoge und Schulhaus diente und in der Breiten Straße 19 lag, das allerdings 1922 verkauft und 1960 abgebrochen wurde.

## Bildung

### Grundschule am Sonnenberg

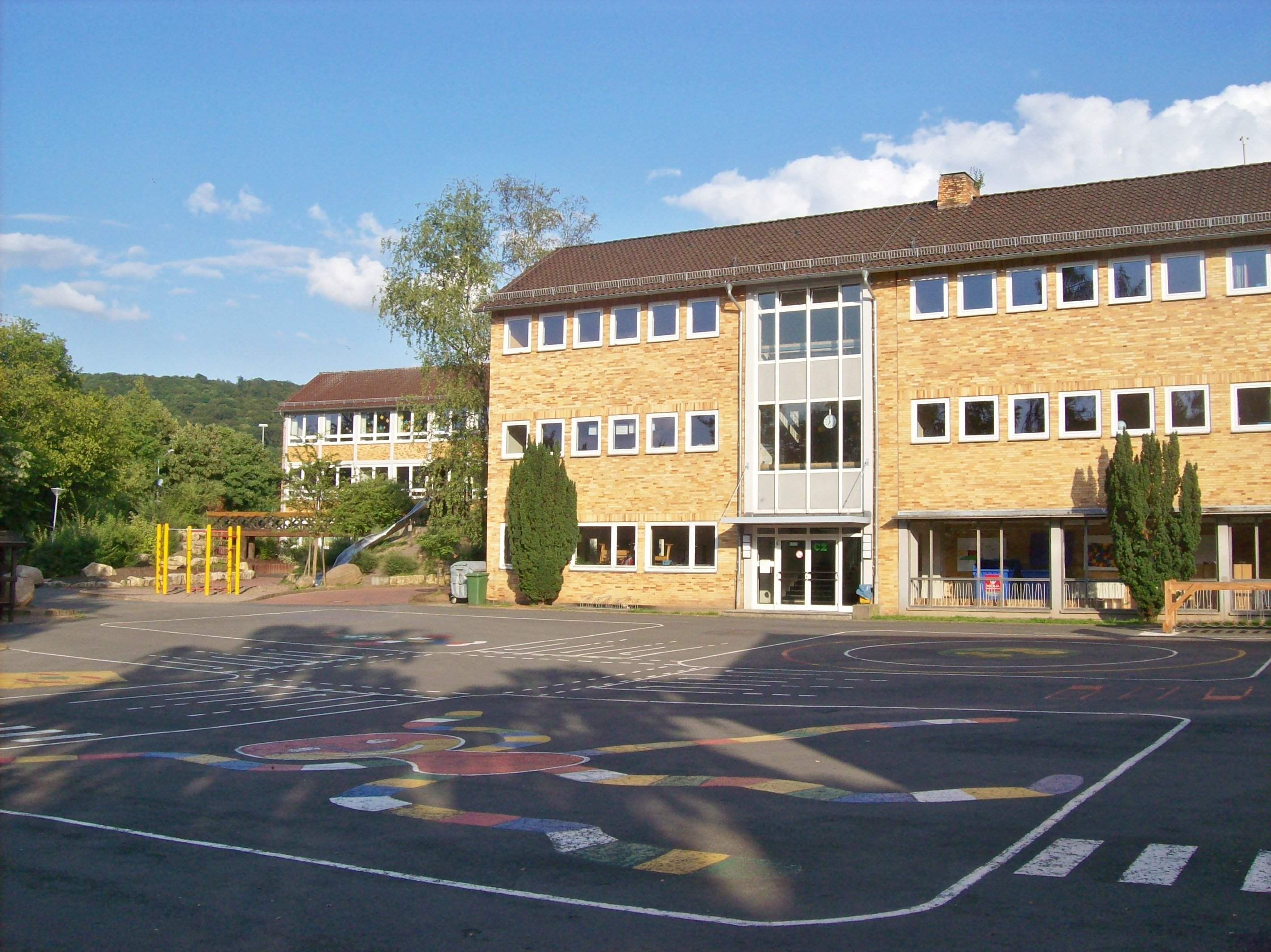
Grundschule „Am Sonnenberg“

Die Grundschule am Sonnenberg ist eine der zwei Schulen Bovendens. Nach der Grundsteinlegung 1960 erfolgte der Bezug 1962. Realisiert wurde die Schule nach dem „Frankfurter Modell“, das lichtdurchflutete Unterrichtsräume, Flure und Treppenaufgänge, getrennte Eingänge der Klassen und eine entsprechende Farbgebung vorsahen. Die Baukosten betrugen 3,4 Millionen Mark und waren die größte Investition, die die Fleckengemeinde bis dahin vorgenommen hatte. Heute werden etwa 240 Schüler in 13 Klassen von 15 Lehrkräften und 15 pädagogischen Mitarbeitern unterrichtet (Stand Januar 2023).

### Integrierte Gesamtschule Bovenden, früher Schule am Osterberg

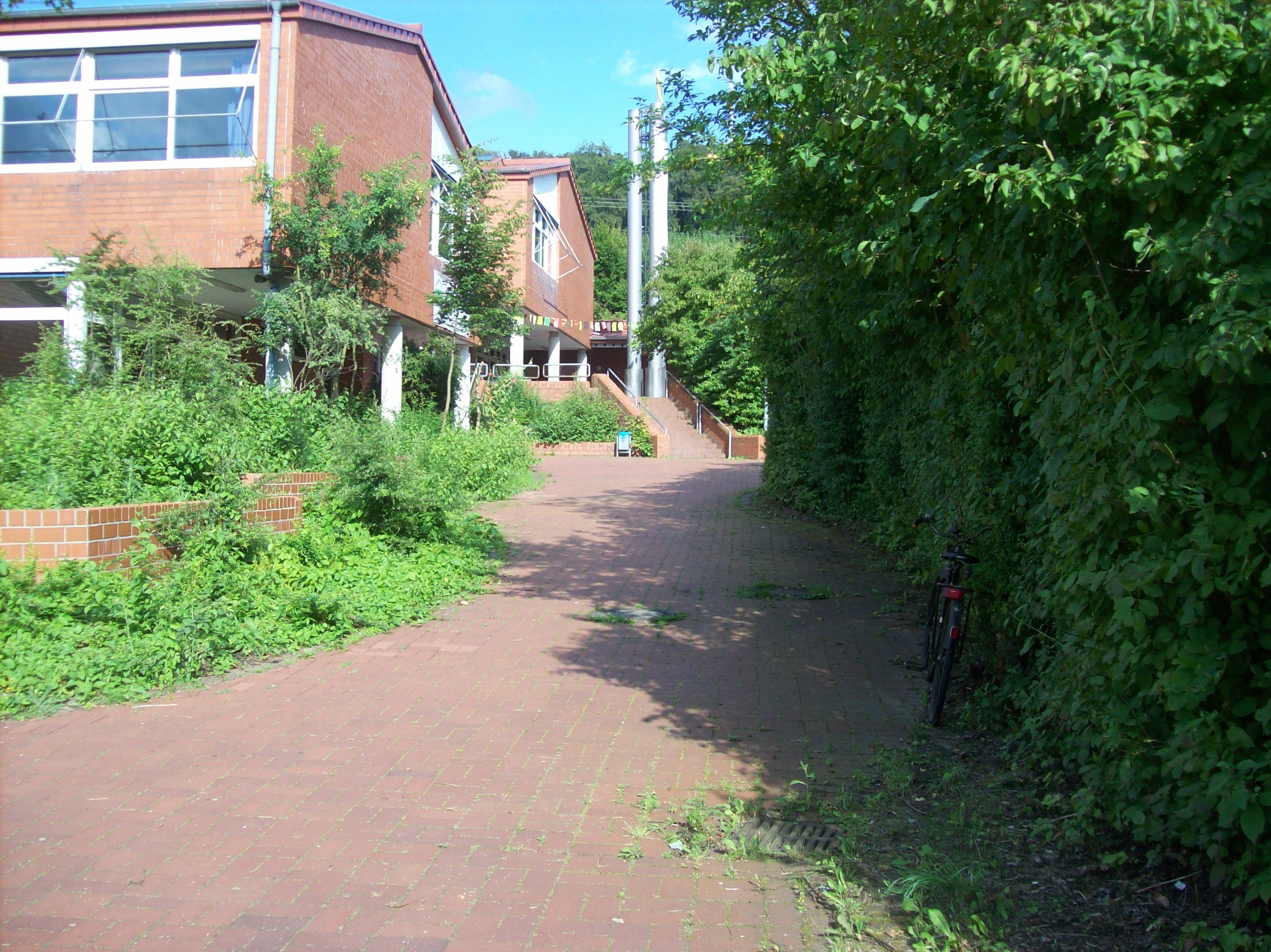
Die frühere Haupt- und Realschule und heutige IGS Bovenden

Die Integrierte Gesamtschule Bovenden, kurz IGS Bovenden, wurde im Jahr 2010 eingerichtet. Sie hat rund 800 Schüler der 5. bis 13. Klasse (Stand: November 2019) in 30 Klassen. Es gibt rund 80 Lehrkräfte und weitere Mitarbeitende. Die Schule bietet den Haupt-, den Realschul- und erweiterten Sekundarabschluss I. sowie seit dem Schuljahr 2017/2018 das Abitur. Laut ihren Leitsätzen ist es ein Ziel der Schule, jedem Kind (ob mit Hauptschul-, Realschul- oder Gymnasialempfehlung) den individuell besten Schulabschluss zu ermöglichen. Die Schule ist eine offene Ganztagsschule mit Unterricht an zwei Nachmittagen.
Die Schule ging im Jahr 2010 aus der Schule am Osterberg hervor, die im November 1979 ihre Arbeit aufnahm, nachdem man sich zwischen der Stadt Göttingen und den Gemeinden Nörten-Hardenberg sowie Bovenden auf den Bovender Standort eines neuen Schulzentrums geeinigt hatte. In der Schule am Osterberg wurde im Jahre 2014 der letzte 10. Jahrgang verabschiedet.

## Verkehr
Obwohl die Hannöversche Südbahn Hannover–Göttingen und die Schnellfahrstrecke Hannover–Würzburg direkt durch Bovenden verlaufen, gibt es keinen Bahnhof mehr. Die beiden Strecken sowie die Bundesstraße 3 verlaufen auf 400 m Länge im Bovender Deckel unter der Ortschaft hindurch.
Der Ortsteil Lenglern hat einen Haltepunkt an der Bahnstrecke Göttingen–Bodenfelde.

## Persönlichkeiten
- Gertrud II. von Boventhen († 8. Juli 1324 in Gernrode), war von 1317 bis 1324 die Äbtissin der vereinigten Stifte von Gernrode und Frose
- Heinrich von Bovenden († um Mitte 1359) zweimaliger Großkomtur des Deutschen Ordens (1342–1346 und 1352–1356) und somit ranghöchster Amtsträger des Ordens nach dem Hochmeister
- Moritz Gerhard Thilenius (1745–1808), Badearzt, wurde in Eddigehausen geboren und später von seinem Landesherrn entführt
- Albert Rosenthal (Reeder) (Friedrich Wilhelm Albert Rosenthal; 1828–1882), deutscher Reeder, Kapitän und Werftbesitzer in Bremerhaven, Ausrichter von Nordpolar-Expeditionen, Direktor der Firma Deutsche Polarschifffahrts-Gesellschaft in Hamburg
- Christoph Martin (1772–1857), Jurist und Hochschullehrer
- Ernst Basch (* 21. November 1838 in Bovenden; † 28. Januar 1908), Zauberkünstler und Unternehmer
- Ernst Schulze (* 31. Juli 1840 in Bovenden; † 15. Juni 1912 in Zürich), Professor für Agrikulturchemie in Zürich und Mitbegründer der biochemischen Forschung
- August Jordan (1872–1935), Politiker (SPD)
- Carl Faust (* 30. Oktober 1874 in Reyershausen; † 14. November 1935 in Düsseldorf), Maler der Düsseldorfer Schule
- Wedig Kausch-Blecken von Schmeling (* 1934), leitete von 1972 bis 1977 das Forstamt Bovenden und wohnt seither in dem Flecken
- Ingrid Stampa (* 1950), Musikprofessorin, Haushälterin von Kardinal Ratzinger, Übersetzerin seiner Bücher und Mitarbeiterin im Vatikan[36]
- Gabriele Lösekrug-Möller (* 1951), Politikerin (SPD), MdB
- Michael Lühmann (* 1980), Politiker (Bündnis 90/Die Grünen), lebt in Bovenden